# Голоцван, Леонид Иванович
Леонид Иванович Голоцван (20 апреля 1934 — 24 апреля 2019) — украинский и аргентинский поэт, переводчик, активный популяризатор украинской культуры в Аргентине. Член Национального союза писателей Украины (1992), Ассоциации писателей Аргентины (1991), был членом «Просвиты» и Фонда имени Тараса Шевченко в Аргентине, а также председателем Общества высокошкольников Аргентины, деятель украинской диаспоры Аргентины.
Родился в Харькове. В Аргентину попал подростком после Второй мировой войны. В литературе с 1950-х годов. Большую часть жизни провёл в Аргентине. Печатался в журнале «Пороги» (Буэнос-Айрес), альманахе «Поэзия-89» (Киев), в аргентинской прессе.
Впервые на Украине издал на испанском языке сборник стихов Т. Шевченко «Кобзарь» («Всесвіт», 2003), автор «Антологии украинской поэзии», учебника по грамматике украинского языка, сборники «Украина — память тысячелетнего народа», переводов избранных произведений И. Франко, П. Тычины, В. Стуса и других.

## Биография
Родился 20 апреля 1934 в Харькове в семье физика. В годы Второй мировой войны попал с семьей сначала в Геную, позже — в Аргентину. Семья Голоцван тогда состояла из отца, матери и бабушки, которая носила фамилию Рябокоровко. Окончил Национальный университет Кордовы, где получил специальность инженера гражданского строительства. Начал печататься с 20-х годов в эмигрантских изданиях, с 1989 года — на Украине (тогда УССР). Переводил произведения Тараса Шевченко, часто выступал с лекциями Кобзаря в университетах Аргентины. С 1965 года активно участвовал в украинском обществе «Сокол».
Всю свою жизнь Леонид Голоцван строил мосты. Четыре из них в Патагонии на Рио-Колорадо — одной из крупнейших рек Аргентины. Работал преподавателем Национального университета Комауэ. Член Союза украинских инженеров в Аргентине.
Переводил произведения Тараса Шевченко на испанский язык, в частности перевёл 30 поэм, среди которых «Кавказ», «И мёртвым, и живым», «Причинная», «Чигирин», «Перебендя», «К Основьяненко» и другие.
На украинском языке писал с 15 лет. Печатался в различных эмигрантских изданиях, в том числе в журнале «Пороги», в 20-летнем возрасте. Впоследствии начал писать на испанском.
На территории современной Украины его стихи впервые появились в альманахе «Поэзия» 1989 года.
Переводил произведения 54 украинских авторов. В антологию «Украина в поэзии» вошли произведения поэтов XI—XII веков, в частности «Хвалебная песня Борису и Глебу» неизвестного автора и «Хвалебная песня князю Владимиру Великому» Илариона (1054 год), «Плач Ярославны» из «Слова о полку Игореве», фрагменты из казацкой думы «Сокол и соколёнок» и «Роксолании» Себастьяна Клёновича, а также «Де либертате» Григория Сковороды.
Выступал с лекциями о Шевченко в местных университетах, в частности в Университете Буэнос-Айреса.